# 岐南町
岐南町（日语：／ Ginan chō */?）為岐阜縣南部羽島郡的町。自2006年起成為地方交付税不交付團体。現任町長為後藤友紀。